# Феофано Афинская
Феофано (греч. Θεοφανώ; VIII век — IX век) — византийская императрица, супруга императора Ставракия. Согласно летописи Феофана Исповедника, Феофано была родственницей императрицы Ирины, которая правила в 797—802 годах. Обе женщины были родом из Афин, однако степень их родства неясна.
Была невестой константинопольского аристократа, когда император Никифор I решил выдать Феофано за своего сына Ставракия для укрепления положения новой династии. Брак состоялся 20 декабря 807 года: «…Никифор после долгого выбора девиц во всем своем царстве, чтоб женить сына своего Ставракия, нашел наконец невесту родственницу блаженной Ирины и хотя она уже обручена была за мужа, с которым часто разделяла брачное ложе, но он развел их, и выдал ее за несчастного Ставракия, бесстыдно нарушая закон, как всегда, так и теперь».
Была иконопочитательницей и в противодействовала попыткам возрождения иконоборчества, однако её влияния было недостаточно. Никифор I погиб в битве с болгарами в 811 году и муж Феофано стал новым императором. Феофано получила титул Августы. Ставракий сильно пострадал в той же битве, в которой погиб его отец, и не мог выполнять обязанности. Поэтому изначально планировалось передать трон Феофано, по примеру её родственницы Ирины. В итоге Ставракий отрёкся от трона в пользу своего зятя Михаила Рангаве. Тогда же отказалась от своего титула и Феофано.
Вместе с мужем она поселилась в пригороде Константинополя. После смерти Ставракия она основала монастырь. Дата её смерти неизвестна. Феофано была похоронена в монастыре Святой Троицы в Константинополе.